# Łańcuch górski

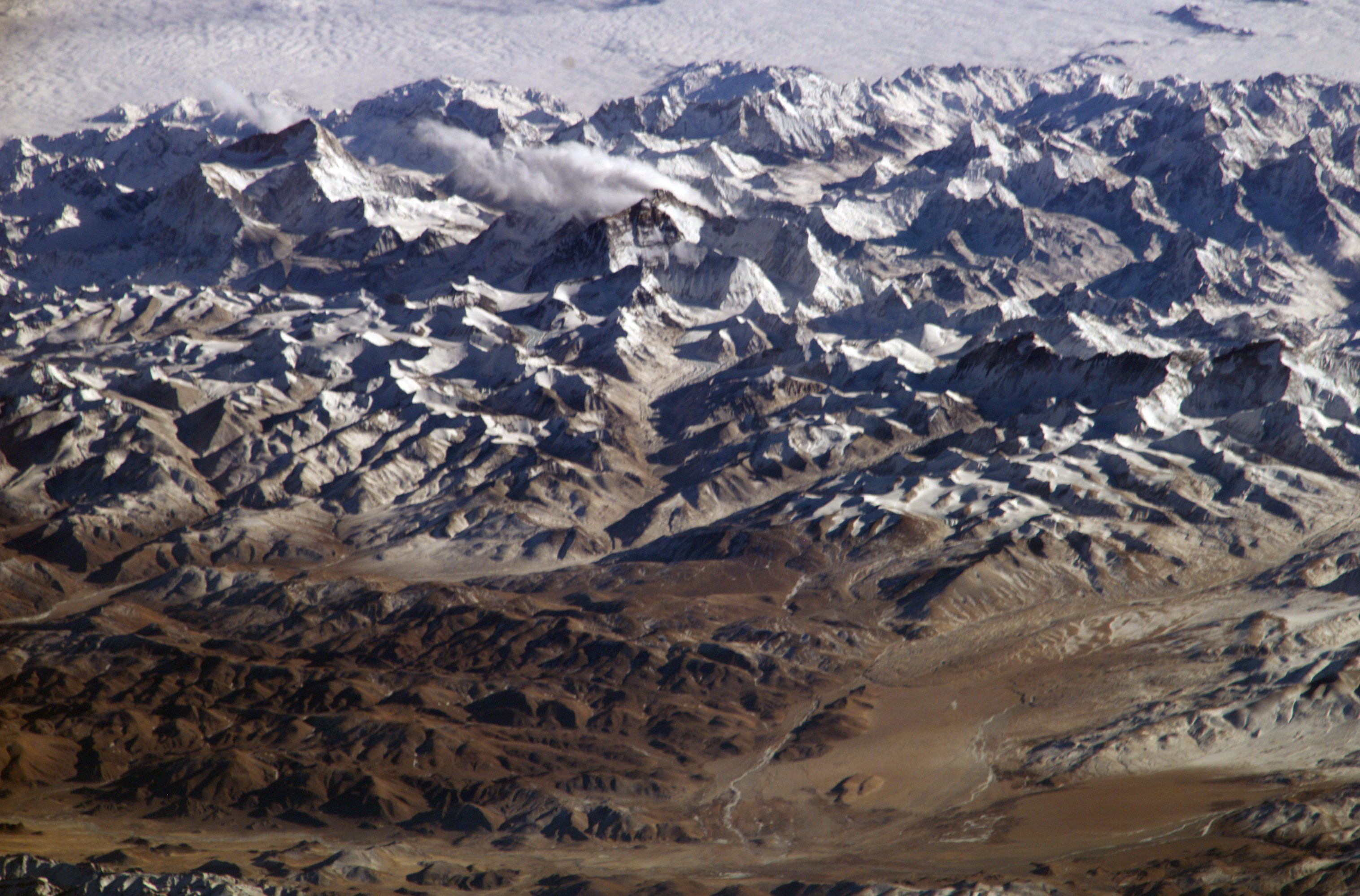
Himalaje, największy łańcuch górski świata

Łańcuch górski – teren górski o równolegle ułożonych pasmach wraz z kotlinami i przylegającymi do nich  pogórzami.
Na świecie wyróżnia się dwa podstawowe wielkie łańcuchy górskie:
- łańcuch okołopacyficzny
  - składa się z dwóch łuków, przebieg południkowy, występują częste zjawiska wulkaniczne oraz trzęsienia ziemi
  - obejmuje:
    - zachodnie wybrzeża Ameryki Północnej i Południowej (Kordyliery, Andy)
    - zachodnie wybrzeża Pacyfiku (od gór wschodniej Syberii (Góry Stanowe, Dżugdżur, Góry Wierchojańskie, Góry Czerskiego, Góry Środkowe, Sichote-Aliń) poprzez Wyspy Japońskie po Nową Gwineę i Nową Zelandię)

- łańcuch alpejsko-himalajski
  - przebieg zbliżony do równoleżnikowego, występuje typowy krajobraz wysokogórski, w kierunku wschodnim obserwuje się wyraźny wzrost wysokości (od ok. 4000 m n.p.m. w Alpach do ponad 8000 m n.p.m. w Karakorum i Himalajach)
  - obejmuje m.in.: Góry Kantabryjskie, Góry Kastylijskie, Sierra Morena, Góry Betyckie, Góry Iberyjskie, Pireneje, Alpy, Jurę, Apeniny, Sudety, Karpaty, Góry Dynarskie, Atlas, Kaukaz, Hindukusz, Pamir, Tienszan, Kunlun, Karakorum, Himalaje, Patkaj, Czin, Góry Arakańskie, archipelagi Andamany i Nikobary, góry Sumatry, Jawy i Małych Wysp Sundajskich.